# Route nationale 33
La route nationale 33 (RN 33 o N 33) è una strada nazionale che parte da Saint-Avold e termina a Creutzwald.

## Percorso
In origine la N33 misurava 94 km e collegava La Ferté-sous-Jouarre a Châlons-en-Champagne passando per Montmirail e Champaubert: costituiva così un’alternativa alla N3 che si trovava più a settentrione. Oggi la strada è stata declassata a D407 all’interno del dipartimento Senna e Marna ed a D933 nell’Aisne e nella Marna.
In seguito la numerazione N33 è passata ad indicare un ramo della stessa N3, che in precedenza era chiamato N3A. Da Saint-Avold all’autoroute A4 è stata declassata a D633, mentre in seguito è ancora classificata come strada nazionale. Dopo aver aggirato gli abitati di Carling e Creutzwald, termina al confine con la Germania.